# Humus
Humus je soubor organických látek v půdě původem z odumřelých zbytků rostlin, živočichů a mikrobů smíchaných s minerálním podílem půdy. Tyto látky jsou v různém stupni přeměny. Je to nejúrodnější část půdy.

## Horizonty nadložního humusu
- L = spad nerozložené hmoty
- F = drť (kostry listů, zbytky jehličí i větviček) částečně rozložené, lze poznat z čeho se skládá
- H = měl – vše rozloženo, nelze poznat původ, částečná příměs minerální půdní složky z horizontu A

## Nadložní humus
Z hlediska kvality může být nadložní humus:
- Mor – nekvalitní surový humus, hromadící se ve velkých vrstvách. Vzniká v chladném humidním klimatu.
- Tangel – vypadá jako mor, ale je daleko příznivější; jedná se o vrstvy jehličí kosodřeviny na vápnitém podkladě.
- Moder – přechod mezi tangelem a mullem, jsou z něj vyluhovány velmi nepříznivé fulvokyseliny, které uvolňují z půdy hliník a železo, což vede k procesu podzolizace.
- Mull – opak moru, suché aridní (teplé) klima, velmi rychlý rozklad uvolňují se z něj velmi příznivé šedé humínové kyseliny. Je to jediný geologicky zachovatelný humus a proto se nazývá trvalý humus.

Humifikace je přeměna organických látek v humus.

## Rozklad humusu
V první fázi dochází díky bakteriím, houbám, plísním, vodě, teplotě, mrazu atd. k rozkladu na jednoduché anorganické látky, např. H2O, CO2, H2S, NH3 (proces se nazývá mineralizace).
Následně pak dochází díky biologické aktivitě ke vzniku velmi složitých organických sloučenin např. humusových kyselin – fáze humifikace. Tyto dvě fáze jsou spolu úzce propojeny a navzájem se prolínají.

## Půdotvorné procesy
- Akumulace – hromadění organických látek
- Erozní procesy – způsobuje voda, vítr, mráz, biologická aktivita, chemická aktivita roztoků; dochází např. k odnosu, ale i vyluhování částic z půdy
- Translokační procesy – přesouvání látek mezi půdními horizonty
  - eluviace (ochuzení, vyplavení, vybělení)
  - ilimerizace – průnik jílu
- Transformace – přeměna primárních nerostů na sekundární, díky zvětrávání
- Humifikace – velmi složitý proces, přeměna organické hmoty